# Gymnosoma maxima
Gymnosoma maxima är en tvåvingeart som beskrevs av Dupuis 1966. Gymnosoma maxima ingår i släktet Gymnosoma och familjen parasitflugor.
Artens utbredningsområde är Kazakstan. Inga underarter finns listade i Catalogue of Life.